# Nossa Senhora dos Remédios (Povoação)
Nossa Senhora dos Remédios is een plaats (freguesia) in de Portugese gemeente Povoação (Azoren) en telt 1072 inwoners (2001).